# The Family Way (саундтрек)
The Family Way (Original Soundtrack Recording) (с англ. — «Семейный путь: Оригинальный саундтрек») — альбом-саундтрек Пола Маккартни, выпущенный в январе 1967 года.

## Об альбоме
В альбом вошёл саундтрек к одноимённому фильму 1966 года (режиссёр фильма Roy Boulting, в главной роли Хэйли Миллс). Альбом выпущен под названием The George Martin Orchestra, The Family Way (Original Motion Picture Soundtrack) (с англ. — «Оркестр Джорджа Мартина. Семейный путь (оригинальный саундтрек к кинофильму)»).
Пол Маккартни решил попробовать свои силы в написании музыки для «не-битловского» кинофильма во второй половине 1966 года, во время паузы в работе The Beatles — когда уже был записан Revolver и ещё не началась работа над Sgt. Pepper’s Lonely Hearts Club Band, когда каждый из «битлов» занимался чем-то своим — как Джон Леннон, уехавший сниматься в фильме «Как я выиграл войну». В работе Полу помогал (как консультант и как аранжировщик) Джордж Мартин. Все композиции для саундтрека базировались на основной музыкальной теме Маккартни под названием «Love in the Open Air» — лирической мелодии, напоминающей в некоторых отношениях мелодию песни «Here, There and Everywhere». Маккартни говорил, что Джонни Мерсер (Johnny Mercer) собирался написать слова для этой мелодии, чтобы сделать из неё песню, но Маккартни отказался от этого, потому что он не был уверен, что Мерсер, стихов или песен которого он никогда не слышал, сделает это хорошо. Джордж Мартин помог на основе музыкальной темы Маккартни сделать аранжировки вариаций для разных инструментальных составов: например, типичного британского духового оркестра; гитары, играющей в стиле Duane Eddy, с электроорганом, играющем в стиле соул; небольшого камерного ансамбля, включающего струнные, флейты и классическую гитару; группы труб, звучание которых чуть позже будет запечатлено на Sgt. Pepper.
Альбом Маккартни 1967 года иногда описывают как первое сольное издание звукозаписей кого-либо из участников The Beatles, но большинство специалистов и критиков считают таковым альбом Джорджа Харрисона Wonderwall Music (тоже альбом-саундтрек), выпущенный в ноябре 1968, потому что он вышел именно под именем Джорджа Харрисона, тогда как в данных альбома The Family Way как автор был обозначен (англ. was credited) Джордж Мартин (хотя на обложке альбома было крупно напечатано «Музыка Пола Маккартни»; англ. "Music composed by Paul McCartney").
В 1967 году альбом получил премию Ivor Novello Award в номинации «Лучшая инструментальная тема» (англ. Best Instrumental Theme).
В чартах альбом не участвовал.

### Переиздания и синглы
В 1996 году альбом был ремастирован и издан на CD-диске с добавлением новых композиций, отсутствовавших в первоначальном альбоме 1967 года.
В 1966 лейблом United Artists был также выпущен сингл (на скорость 45 оборотов в минуту; номер по каталогу UP1165), на котором были помещены композиции «Theme From „The Family Way“» и «Love in the Open Air».
В 2003 альбом был переиздан на CD в монофоническом звучании. В 2011 вновь ремастированная стерео-версия саундтрека была издана лейблом Varese Vintage; ремастеринг производился с исходных студийных мастер-плёнок; на этом издании музыкальные композиции Маккартни были размещены в первоначальной последовательности (как в альбоме 1967 года); в издание как бонус-трек включён прежде не издававшийся в альбоме стерео-микс композиции «A Theme From „The Family Way“» в исполнении участвовавшего в записи саундтрека инструментального ансамбля из сессионных музыкантов, названного «Tudor Minstrels»; этот микс до того был выпущен лишь на стороне «Б» 7-дюймового сингла «Tudor Minstrels», вышедшего в 1966 в Великобритании и США.

## Список композиций

### Оригинальный саундтрек 1967 года
The George Martin Orchestra
| №   | Название        | Длительность |
| --- | --------------- | ------------ |
| 1.  | «1st Movement»  | 2:12         |
| 2.  | «2nd Movement»  | 1:13         |
| 3.  | «3rd Movement»  | 1:02         |
| 4.  | «4th Movement»  | 1:32         |
| 5.  | «5th Movement»  | 3:30         |
| 6.  | «6th Movement»  | 3:03         |
| 7.  | «7th Movement»  | 2:12         |
| 8.  | «8th Movement»  | 1:24         |
| 9.  | «9th Movement»  | 1:08         |
| 10. | «10th Movement» | 1:49         |
| 11. | «11th Movement» | 1:04         |
| 12. | «12th Movement» | 2:53         |
| 13. | «13th Movement» | 1:04         |

### Переиздание 1996 года
Автор всех песен Пол Маккартни, кроме указанных особо.
| №   | Название                                                                | Автор(ы)                         | Длительность |
| --- | ----------------------------------------------------------------------- | -------------------------------- | ------------ |
| 1.  | «Variation No. 1»                                                       |                                  | 3:14         |
| 2.  | «Variation No. 2»                                                       |                                  | 2:01         |
| 3.  | «Variation No. 3»                                                       |                                  | 2:00         |
| 4.  | «Variation No. 4»                                                       |                                  | 2:59         |
| 5.  | «Variation No. 5»                                                       |                                  | 2:25         |
| 6.  | «Variation No. 6»                                                       |                                  | 0:52         |
| 7.  | «Variation No. 7»                                                       |                                  | 3:18         |
| 8.  | «Variation No. 8»                                                       |                                  | 2:51         |
| 9.  | «Variation No. 9»                                                       |                                  | 2:50         |
| 10. | «Hymn to the Child»/«L’Hymne a L’Enfant»/«Reminiscences»/«Double-March» | Dwight Baker/Jean-Marie Benjamin | 4:12         |
| 11. | «Theme»                                                                 |                                  | 0:59         |
| 12. | «Variation I»                                                           |                                  | 2:00         |
| 13. | «Variation II»                                                          |                                  | 1:48         |
| 14. | «Variation III»                                                         |                                  | 2:30         |
| 15. | «Variation IV»                                                          |                                  | 1:48         |
| 16. | «Variation V»                                                           |                                  | 1:42         |
| 17. | «Capitaine Bonhomme»                                                    | Gilbert LaCombe/Michel Noël      | 2:48         |
| 18. | «Le Pirate Maboule»                                                     | Herbert Ruff/P. Thériault        | 3:53         |
| 19. | «Sol et Gobelet»                                                        | L. Durand/Herbert Ruff           | 3:30         |
| 20. | «Grujot et Délicat»                                                     | Herbert Ruff/P. Thériault        | 2:47         |
| 21. | «Monsieur Surprise»                                                     | Herbert Ruff/P. Thériault        | 2:22         |
| 22. | «Children of Sarajevo»/«Les Enfants de Sarajevo»                        | Carl Aubut                       | 4:54         |

## Над альбомом работали
- Пол Маккартни: бас-гитара, фортепиано, вокал
- Джордж Мартин: дирижёр, оркестровая аранжировка
- Andre Moisan: кларнет
- Carl Aubut: гитара, флейта
- Claire Marchand: флейта
- Elaine Marcil: скрипка
- Marie-Josee Arpin: скрипка
- Therese Motard: виолончель
- Margot Aldrich: альт, вокал
- Claudel String Quartet